# Ördögtorok-barlang
Az Ördögtorok-barlang vagy Djavolszkoto garlo-barlang (bolgárul: Дяволското гърло пещера) Bulgária déli részén, a Rodope-hegységben, Trigrad településtől 1,5 kilométerre található, a festői szépségű Trigradi-szoros közelében. A barlang eredeti bejárata (manapság ez a kijárat) egy torokhoz hasonlított, innen ered a képződmény neve, bár régen a barlangot Klokotniknak hívták, ami a barlangban eltűnő folyócska vizének bugyborékolására utal. Az Ördögtorok-barlang villanyvilágítással ellátott turisztikai barlang, a kiépített szakaszain járdákkal, korlátokkal oldották meg a biztonságos közlekedést.
Ebben az átfolyó (víznyelő) barlangban található a Balkán-félsziget legmagasabb földalatti vízesése. A 42 méteres magasságból lehulló víz eróziós tevékenysége egy igen nagy méretű termet hozott létre, ez a Dübörgés-csarnoka (Bucsasta-csarnok). Az óriási terem hossza 110 méter, szélessége 40 méter, belmagassága 35 méter. A látogatók a vízeséshez egy 150 méter hosszú mesterséges járaton keresztül juthatnak el, onnan pedig 301 lépcsőfok legyőzése révén érnek fel a barlang eredeti bejáratához. A barlangba jutó folyócska 400 méter után egy szifonban tűnik el, ennek hossza nagyjából másfélszáz méter. A szifon után egy rövidebb járatot tártak fel, melynek végén a víz ismét kijut a felszínre. A barlang jelenleg ismert hossza kb. 1000 méter, ebből a turisták számára megnyitott sétaszakasz 350 méter hosszú. A barlang csak vezetővel látogatható. A helyi barlangászklub búvárok számára különleges túrákat is szervez.
Az Ördögtorok-barlang fontos denevér telelőhely, a Balkán-félszigeten itt található a legnagyobb létszámú hosszúszárnyú denevér (Miniopterus schreibersii) kolónia.
A barlanggal kapcsolatban számos legenda ismert. A legnépszerűbb talán az ókori trák időkre visszanyúló történet, eszerint Orpheusz az Ördögtorok-barlangon keresztül jutott le az alvilágba, hogy kimentse onnan Euridikét.

## Fordítás
- Ez a szócikk részben vagy egészben  a(z)   Дяволското гърло című bolgár Wikipédia-szócikk fordításán alapul.  Az eredeti cikk szerkesztőit annak laptörténete sorolja fel. Ez a jelzés csupán a megfogalmazás eredetét és a szerzői jogokat jelzi, nem szolgál a cikkben szereplő információk forrásmegjelöléseként.